# Exaucé Mayombo
Exaucé Mayombo (* 23. August 1990 in Berlin) ist ein deutsch-kongolesischer Fußballspieler, der zuletzt bei der zweiten Mannschaft von Dynamo Dresden unter Vertrag stand. Er ist Rechtsfüßer und wird bevorzugt als Mittelstürmer eingesetzt.

## Karriere
Mayombo spielte bis 2006 in der Jugend von Tasmania Gropiusstadt. Über die Zwischenstationen VfL Wolfsburg (2006–2008) und Tennis Borussia Berlin (2008) kam er im Sommer 2008 zu den A-Junioren des FC Carl Zeiss Jena. Nach 11 Einsätzen (6 Tore) in der A-Junioren-Bundesliga nahm Mayombo während der Winterpause der Saison 2008/09 am Trainingslager der Profimannschaft teil. Daraufhin gab er 14. Februar 2009 (22. Spieltag) sein Profidebüt in der 3. Liga, als er im Heimspiel gegen den FC Rot-Weiß Erfurt in der 61. Spielminute für André Schembri eingewechselt wurde und in der Nachspielzeit der Begegnung den Ausgleichstreffer zum 1:1-Endstand erzielte. Am 20. Mai 2011 erhielt Mayombo vom Verein eine fristlose Kündigung, nachdem er durch verschiedene Eskapaden abseits des Platzes aufgefallen war. Infolgedessen einigten sich beide Parteien auf einen Aufhebungsvertrag zum 30. Juni 2011, wodurch die fristlose Kündigung unwirksam wurde. Mayombo fand zunächst keinen neuen Arbeitgeber. Im Juli 2011 absolvierte er dann ein Probetraining bei Dynamo Dresden, woraufhin er für die in der NOFV Oberliga-Süd spielende zweite Mannschaft verpflichtet wurde.